# Unione Sportiva Bari 1928-1929
Questa voce raccoglie le informazioni riguardanti la Unione Sportiva Bari nelle competizioni ufficiali della stagione 1928-1929.

## Stagione
Fonti

### I cambiamenti societari e la nuova mascotte
La nuova "Unione Sportiva Bari", nata il 28 marzo 1928 dalla fusione tra Bari Football Club (l'ex Liberty) e Unione Sportiva Ideale, assume nell'estate dello stesso anno, com'era peraltro già in programma negli anni precedenti per il Liberty, i colori del comune di Bari, il bianco e rosso, similmente a com'era fatto in altre città dell'Italia fascista. I colori sociali delle due compagini "congiunte", rispettivamente il bianco-azzurro del Liberty e il nero-verde dell'Ideale, sono quindi messi da parte. 
Almeno buona parte degli alti dirigenti della nuova società sono gli stessi del Liberty. Floriano Ludwig, nel 1908 principale fondatore del Bari Foot-Ball Club e già vice presidente libertiano assume ora la carica di consigliere; l'oriundo austriaco assiste quindi direttamente al debutto nell'Olimpo calcistico nazionale, della squadra con stessi colori sociali e nome simile al "suo" Bari di vent'anni prima.
Alla presidenza, l'idealista Atti che aveva guidato la società unificata nella fase finale della stagione precedente, viene sostituito dal triumvirato Del Buono-Pirelli-Russo.
Il giornalista della rivista sportiva barese "Cine-Sport" Alfredo Bogardo, promuove un referendum fra i tifosi del Bari per sancirne la mascotte: fra le alternative proposte ha la maggioranza il galletto, preferito per poche centinaia di voti al pettirosso (lanciato dal giornalista della Gazzetta del Mezzogiorno Paolo Magrone), e a scoiattolo, gazzella e aquilotto. Da questo momento i giocatori del Bari saranno quindi chiamati galletti.

### Le modifiche alla rosa
Nell'estate 1928, una cospicua parte della stampa sportiva barese ha rimarcato le potenzialità tecniche degli "squadroni del Nord" militanti stabilmente nella Divisione Nazionale, pressoché inconsuete alle formazioni pugliesi di allora. Per potenziare la squadra si attinge anche ai proventi dell'apposito aumento del costo ingressi di cinema e teatri. Buona parte della rosa bianco-blu, già rimaneggiata l'anno prima, viene sostituita; almeno sei giocatori sono acquistati da società settentrionali, dei nuovi acquisti i centrocampisti Guglielmo Gajani e Biagio Zoccola hanno esperienze in massima serie. Della "vecchia guardia" libertiana sono rimasti l'ala Costantino, già osservato della nazionale, il difensore Lella e la punta Bellomo; negli anni successivi avranno modo di scendere in campo nel Bari anche De Marzo e Minunno.
Poco spazio, infine, per gli ex idealisti nella rosa del Bari: il capitano dei nero-verdi Vacca ha annunciato il suo ritiro sul finire dello scorso campionato, mentre l'apprezzato terzino Alboreto, troppo legato alla sua squadra, ha rifiutato di vestire i colori biancorossi. A parte il portiere Lodolo, negli anni seguenti solo alcuni giocatori più giovani scenderanno in campo nella formazione unitaria (altri giocheranno invece in squadre pugliesi di terza serie nazionale o categorie inferiori).
Come allenatore, all'epoca chiamato anche trainer, è ingaggiato l'ex calciatore ungherese Ernő Erbstein, tecnico della U.S. De Pinedo di Andria fino ad allora disputante competizioni non ufficiali.

### Il campionato
A causa della ristrutturazione del Campo degli Sports, poco capiente per la Divisione Nazionale, per gli incontri interni i biancorossi utilizzeranno fino all'aprile del 1929 il vecchio Campo San Lorenzo: qui il Bari esordisce nella massima divisione con una sconfitta, 2-3 inflitta dal Modena. La giornata successiva, sempre in casa batte 2-1 la Roma allenata da Garbutt. I biancorossi ottengono nei turni successivi altri 7 punti, ultimando il girone d'andata al penultimo posto in classifica assieme al Novara. L'unico punto fuori casa è stato ricavato dai galletti contro il Casale per effetto di uno 0-0, mentre l'altra vittoria, oltre a quella con la Roma, è stata il 4-2 (interno) sulla Triestina.
Nel girone di ritorno, dopo l'iniziale 2-1 subito a Modena la squadra di Erbstein migliora il rendimento, ottenendo dalla 17ª alla 26ª giornata 12 punti, uscendo battuta solo sul campo del Prato 2-0 in 22ª giornata. Nella gara di riapertura del Campo degli sport, il 21 aprile 1929, il Bari sconfigge l'Alessandria 4-1, con Costantino a segno per tre volte. Il 7-1 subito a Trieste contro gli alabardati nel 27º turno interrompe la serie positiva, e nei tre incontri finali del campionato i galletti ottengono solo un pareggio esterno a reti inviolate con il Torino (poi qualificato alla finale scudetto), perdendo gli ultimi due match e adagiandosi con 22 punti in quartultima posizione in classifica. L'incontro con il Casale, vinto 4-1 dai nerostellati, è stato disputato sul neutro di Modena a causa di una squalifica comminata per il confronto con i granata.
L'ala Raffaele Costantino si è confermato al suo primo campionato in Divisione Nazionale, totalizzando 18 marcature; numero simile a quelli che faceva in Prima Divisione con il Liberty.
Secondo il regolamento previgente la formazione biancorossa sarebbe rimasta in Divisione Nazionale, tuttavia la riforma varata negli ultimi mesi della stagione stabilisce che i pugliesi, per la posizione conseguita siano retrocessi nella nuova "Serie B", mentre la Divisione Nazionale viene trasformata nella "Serie A" a girone unico. I tre triumviri dell'U.S. Bari si dichiarano comunque soddisfatti del risultato conseguito dal club.

## Divise
| Prima divisa | Portiere |

## Organigramma societario[4]
Area direttiva
- Presidente: triumvirato Del Buono-Pirelli-Russo
- Segretario: rag. Enrico Storelli
- Cassiere ed economo: dott. Giambattista Patarino
- Consiglieri: ing. Pietro Favia, rag. Floriano Ludwig, dott. Michele Vurro, dott. Carlo Rinaldi

Area tecnica
- Direttore Sportivo: avv. Franco Galesi
- Allenatore: Egri Erbstein
- Secondo allenatore: ?

## Rosa
| N. |                   | Ruolo | Calciatore        |
| -- | ----------------- | ----- | ----------------- |
|    | Italia (bandiera) | P     | Mario Bossi       |
|    | Italia (bandiera) | P     | Nicola Dammacco   |
|    | Italia (bandiera) | P     | Libero Lodolo     |
|    | Italia (bandiera) | D     | Giuseppe Capriati |
|    | Italia (bandiera) | D     | Dino Castellano   |
|    | Italia (bandiera) | D     | Antonio Lella     |
|    | Italia (bandiera) | D     | Biagio Moretti    |
|    | Italia (bandiera) | D     | Luigi Rivolta     |
|    | Italia (bandiera) | D     | Giuseppe Ronca    |
|    | Italia (bandiera) | C     | Domenico Amitrani |

| N. |                   | Ruolo | Calciatore          |
| -- | ----------------- | ----- | ------------------- |
|    | Italia (bandiera) | C     | Dante Corengia      |
|    | Italia (bandiera) | C     | Leopoldo Francovich |
|    | Italia (bandiera) | C     | Guglielmo Gajani    |
|    | Italia (bandiera) | C     | Biagio Zoccola      |
|    | Italia (bandiera) | A     | Pietro Bellomo      |
|    | Italia (bandiera) | A     | Costantino Castoldi |
|    | Italia (bandiera) | A     | Raffaele Costantino |
|    | Italia (bandiera) | A     | Francesco Rastelli  |
|    | Italia (bandiera) | A     | Angiolino Salonna   |
|    | Italia (bandiera) | A     | Giuseppe Tarlao     |

## Calciomercato
| Acquisti | Acquisti            | Acquisti      | Acquisti   |
| R.       | Nome                | da            | Modalità   |
| -------- | ------------------- | ------------- | ---------- |
| P        | Mario Bossi         | Pro Lissone   | definitivo |
| D        | Luigi Rivolta       | Gallaratese   | definitivo |
| D        | Giuseppe Ronca      | Seregno       | definitivo |
| C        | Leopoldo Francovich | Pro Gorizia   | definitivo |
| C        | Guglielmo Gajani    | Inter         | definitivo |
| C        | Biagio Zoccola      | Napoli        | definitivo |
| A        | Costantino Castoldi | Abbiategrasso | definitivo |
| A        | Giuseppe Tarlao     | Prato         | definitivo |

| Cessioni | Cessioni          | Cessioni   | Cessioni   |
| R.       | Nome              | a          | Modalità   |
| -------- | ----------------- | ---------- | ---------- |
| P        | Giovanni De Carli | Fanfulla   | definitivo |
| P        | Ciro Visciano     | AC Torrese | definitivo |
| D        | Giovanni Brezzi   | Lecce      | definitivo |
| C        | Ferenc Plemich    | Lecce      | definitivo |

I giocatori prima della fusione di proprietà del Liberty erano: Castellano, Antonio Lella, Corengia, Bellomo, Costantino, Rastelli.
I giocatori provenienti dall'Ideale, erano invece: Lodolo, Dammacco, Capriati, Moretti, Amitrani, Salonna. Nelle stagioni 1929-30 e 1932-33 disputò due partite nel Bari Pasquale Petrillo.
Per quanto riguarda il calciomercato in uscita, c'è da rilevare che nelle "liste di trasferimento" dell'estate 1928 sono scritti molti più nominativi di giocatori con il permesso di cambiare società, rispetto ai quattro citati sopra, a destra; non vi è però la certezza che davvero furono ceduti (né tantomeno è noto, conseguentemente, il nome della società a cui furono ceduti). Da notare che tra essi ci sono diversi ex calciatori dell'U.S. Ideale, che a seguito della fusione divennero di proprietà dell'U.S. Bari. I calciatori in lista sono (con, tra parentesi, il giornale e l'edizione che li riporta): Eriberto Abriani, Renato Antonicelli, Benedetto Coda, Nicola Manzulli, Giovanni Solfrizzi (tutti nel Littoriale del 5 settembre 1928), Felice Albanese, Florindo Cervini, Vitantonio Chironna, Giuseppe Di Cilli, Mattia Garbone, Nicola Lella, Gaetano Lojacono, Ardito Monti, Giuseppe Piccinni e Raffaele Trombetta (Littoriale dell'agosto 1928). Il Littoriale del 15 novembre 1928 riporta Luigi Fuiani, che deve assolvere i doveri militari ad Ancona.

## Risultati

### Divisione Nazionale

#### Girone di andata
| Arbitro: | Bruna (Venezia) |

|                                |           |                                 |
| R. Costantino 44’ A. Lella 48’ | Marcatori | 27’, 84’ Manzotti 66’ Piccaluga |

| Arbitro: | Osti (Ferrara) |

|                               |           |                     |
| R. Costantino 52’ (rig.), 54’ | Marcatori | 43’ (rig.) Corbyons |

| Arbitro: | Turra (Padova) |

|                           |           |                   |
| Ravasio 55’ Reguzzoni 87’ | Marcatori | 43’ R. Costantino |

| Arbitro: | Malagodi (Ferrara) |

|                   |           |               |
| R. Costantino 19’ | Marcatori | 14’ A. Perani |

| Arbitro: | Melandri (Genova) |

|                                                |           |                |
| G. Santagostino 10’, 64’, 72’ Pastore 21’, 77’ | Marcatori | 50’ P. Bellomo |

| Arbitro: | Sganzetta (Torino) |

|              |           |  |
| G. Rossi 31’ | Marcatori |  |

| Arbitro: | Asei Conte (Vercelli) |

|  |           |                               |
|  | Marcatori | 31’, 31’ Bertini 46’ Corsetti |

| Arbitro: | Pessato (Monfalcone) |

|                                                            |           |                                                  |
| Banchero 7’, 65’ (rig.) Marchina 10’, 19’, 60’ Ferrari 11’ | Marcatori | 25’ F. Rastelli 38’ P. Bellomo 88’ R. Costantino |

| Arbitro: | Enrietti (Torino) |

|                     |           |                   |
| Severi 22’ Comi 36’ | Marcatori | 40’ R. Costantino |

| Arbitro: | Rovida (Milano) |

|              |           |              |
| Corengia 21’ | Marcatori | 68’ Magnozzi |

| Arbitro: | Garbieri (Genova) |

|                          |           |  |
| Ravetta 66’ A. Galli 73’ | Marcatori |  |

| Arbitro: | Dani (Genova) |

|                                                       |           |                              |
| R. Costantino 30’, 67’ F. Rastelli 35’ P. Bellomo 44’ | Marcatori | 59’ Ostromann 79’ Castellani |

| Arbitro: | Guarnieri (Milano) |

|  |           |                               |
|  | Marcatori | 70’ G. Rossetti 72’ Libonatti |

| Casale Monferrato 20 gennaio 1929 14ª giornata | Casale        | 0 – 0 referto | Bari | Stadio Natale Palli\| Arbitro: \| Dani (Genova) \| |
| Arbitro:                                       | Dani (Genova) |               |      |                                                    |

| Arbitro: | Medica (Bologna) |

|                                                |           |              |
| R. Costantino 22’ Tarlao 50’ Corengia 60’, 62’ | Marcatori | 88’ Prendato |

#### Girone di ritorno
| Arbitro: | Bellini (Padova) |

|                           |           |              |
| Bottaro 31’ Piccaluga 84’ | Marcatori | 60’ Corengia |

| Roma 10 febbraio 1929 17ª giornata | Roma               | 0 – 0 referto | Bari | Stadio del P.N.F.\| Arbitro: \| Guarnieri (Milano) \| |
| Arbitro:                           | Guarnieri (Milano) |               |      |                                                       |

| Bari 17 febbraio 1929, ore 18ª giornata | Bari           | 0 – 0 referto | Pro Patria | Campo degli Sports\| Arbitro: \| Lenti (Genova) \| |
| Arbitro:                                | Lenti (Genova) |               |            |                                                    |

| Bergamo 24 febbraio 1929 19ª giornata | Atalanta      | 0 – 0 referto | Bari | Stadio Mario Brumana\| Arbitro: \| Dani (Genova) \| |
| Arbitro:                              | Dani (Genova) |               |      |                                                     |

| Arbitro: | Osti (Ferrara) |

|                                |           |                                |
| Francovich 10’ F. Rastelli 87’ | Marcatori | 62’ Sgarbi 64’ G. Santagostino |

| Arbitro: | Rovida (Milano) |

|                                        |           |                           |
| R. Costantino 19’, 47’ F. Rastelli 24’ | Marcatori | 24’ L. Poggi 45’ G. Rossi |

| Arbitro: | Caironi (Milano) |

|                                |           |  |
| C. Miliotti 69’ M. Moretti 86’ | Marcatori |  |

| Arbitro: | Dani (Genova) |

|                                             |           |             |
| R. Costantino 21’, 44’, 48’ F. Rastelli 84’ | Marcatori | 13’ Autelli |

| Arbitro: | Scarpi (Dolo) |

|                        |           |  |
| R. Costantino 15’, 70’ | Marcatori |  |

| Arbitro: | Bruna (Venezia) |

|           |           |                |
| Maini 29’ | Marcatori | 63’ Francovich |

| Arbitro: | A. Gama (Milano) |

|                                   |           |                                        |
| F. Rastelli 20’, 87’ Corengia 56’ | Marcatori | 3’ (rig.) Meneghetti 25’, 35’ Tognazzi |

| Arbitro: | Guarnieri (Milano) |

|                                                                            |           |              |
| Fabro 20’, 48’, 90’ Wilfling 65’ Ostromann 75’ Castellani 82’ Pasinati 83’ | Marcatori | 87’ Corengia |

| Torino 2 giugno 1929 28ª giornata | Torino             | 0 – 0 referto | Bari | Stadio Filadelfia\| Arbitro: \| Dall'Era (Brescia) \| |
| Arbitro:                          | Dall'Era (Brescia) |               |      |                                                       |

| Arbitro: | Osti (Ferrara) |

|                   |           |                                             |
| R. Costantino 90’ | Marcatori | 60’ Giacomin 66’, 73’ Migliavacca 85’ Zanni |

| Arbitro: | Guarnieri (Milano) |

|                                               |           |  |
| Gallo 16’ Vecchina 40’, 60’, 75’ Prendato 62’ | Marcatori |  |

## Statistiche

### Statistiche di squadra
| Competizione        | Punti | In casa | In casa | In casa | In casa | In casa | In casa | In trasferta | In trasferta | In trasferta | In trasferta | In trasferta | In trasferta | Totale | Totale | Totale | Totale | Totale | Totale | DR  |
| Competizione        | Punti | G       | V       | N       | P       | Gf      | Gs      | G            | V            | N            | P            | Gf           | Gs           | G      | V      | N      | P      | Gf     | Gs     | DR  |
| ------------------- | ----- | ------- | ------- | ------- | ------- | ------- | ------- | ------------ | ------------ | ------------ | ------------ | ------------ | ------------ | ------ | ------ | ------ | ------ | ------ | ------ | --- |
| Divisione Nazionale | 22    | 14      | 6       | 5       | 3       | 28      | 22      | 16           | 0            | 5            | 11           | 10           | 39           | 30     | 6      | 10     | 14     | 38     | 61     | -23 |

### Statistiche dei giocatori
| Giocatore     | Divisione Nazionale | Divisione Nazionale |
| Giocatore     | Presenze            | Reti                |
| ------------- | ------------------- | ------------------- |
| D. Amitrani   | 1                   | 0                   |
| P. Bellomo    | 8                   | 3                   |
| M. Bossi      | 9                   | 0                   |
| G. Capriati   | 1                   | 0                   |
| D. Castellano | 6                   | 0                   |
| C. Castoldi   | 13                  | 0                   |
| D. Corengia   | 29                  | 6                   |
| R. Costantino | 28                  | 18                  |
| N. Dammacco   | 1                   | ?                   |
| L. Francovich | 22                  | 2                   |
| G. Gaiani     | 30                  | 0                   |
| A. Lella      | 26                  | 1                   |
| L. Lodolo     | 20                  | ?                   |
| B. Moretti    | 2                   | 0                   |
| F. Rastelli   | 19                  | 7                   |
| L. Rivolta    | 29                  | 0                   |
| G. Ronca      | 30                  | 0                   |
| A. Salonna    | 2                   | 0                   |
| G. Tarlao     | 25                  | 1                   |
| B. Zoccola    | 27                  | 0                   |